# 赵喜林
赵喜林（1965年—），陕西宝鸡人，汉族，中华人民共和国政治人物、第十一届全国人民代表大会陕西地区代表。
毕业于南开大学工商管理专业。担任陕西艺林实业有限责任公司董事长。2008年起担任全国人大代表。